# Okręg Béziers
Okręg Béziers (fr. Arrondissement de Béziers) – okręg w południowo-zachodniej Francji. Populacja wynosi 256 tysięcy.

## Podział administracyjny
W skład okręgu wchodzą następujące kantony:
- Agde,
- Bédarieux,
- Béziers-1,
- Béziers-2,
- Béziers-3,
- Béziers-4,
- Capestang,
- Florensac,
- La Salvetat-sur-Agout,
- Montagnac,
- Murviel-lès-Béziers,
- Olargues,
- Olonzac,
- Pézenas,
- Roujan,
- Saint-Chinian,
- Saint-Gervais-sur-Mare,
- Saint-Pons-de-Thomières,
- Servian.